# Jan Verhaert (atleet)
Jan (Jean) Karel Verhaert (Antwerpen, 10 juni 1908 - Deurne, 8 november 1999) was een Belgische atleet, die gespecialiseerd was in de middellange afstand. Hij nam eenmaal deel aan de Olympische Spelen en veroverde op twee verschillende onderdelen vijf Belgische titels.

## Biografie

### Atletiek
Verhaert veroverde vanaf 1935 drie opeenvolgende Belgische titels op de 400 m en twee opeenvolgende op de 800 m.
In 1935 verbeterde hij met een tijd van 49,7 s het Belgisch record op de 400 m van Victor Jacquemin. In 1936 verbeterde hij met een tijd van 1.55,0 ook het Belgisch record op de 800 m van René Geeraert. In de series op de Olympische Spelen van 1936 in Berlijn verbeterde hij dit Belgische record tot 1.54,3. Dit was voldoende voor een plaats in de halve finale. Op de 400 m werd hij uitgeschakeld in de reeksen.
Verhaert was aangesloten bij Beerschot AC.

### Collaboratie
Verhaert ging tijdens de Tweede Wereldoorlog snel over tot collaboratie met de Duitse bezetting. Al in december 1940 sloot hij zich aan bij de Algemeene-SS Vlaanderen. Hij organiseerde mee SS-sportfeesten en richtte samen met clubgenoot Jules Bosmans de Vlaamsche Athletiek Bond op. Hij werd door de SS ingezet als jodenjager en nam deel aan zoektochten naar Joden in Antwerpen. Voor zijn aandeel in de collaboratie werd hij tot twintig jaar veroordeeld, maar hij kon zijn aandeel minimaliseren en hij werd later in ere hersteld.

### Kunstschilder
Verhaert was aanvankelijk diamantslijper. Na een opleiding aan de Antwerpse Academie werd hij kunstschilder. Hij was ook actief als illustrator van boeken.

## Belgische kampioenschappen
| Onderdeel | Jaar             |
| --------- | ---------------- |
| 400 m     | 1935, 1936, 1937 |
| 800 m     | 1935, 1936       |

## Persoonlijke records
| Onderdeel | Prestatie      | Datum           | Plaats  |
| --------- | -------------- | --------------- | ------- |
| 400 m     | 49,7 s (ex-NR) | 23 juni 1935    | Brussel |
| 800 m     | 1.54,3         | 2 augustus 1936 | Berlijn |

## Palmares

### 400 m
- 1933:  BK AC – 52,4 s
- 1935:  BK AC – 50,5 s
- 1936:  BK AC – 50,0 s
- 1936: 4e in reeks OS in Berlijn – 50,7 s
- 1937:  BK AC – 50,5 s
- 1938:  BK AC – 51,4 s

### 800 m
- 1935:  BK AC – 1.56,8
- 1936:  BK AC – 1.57,6
- 1936 8e in ½ fin. OS in Berlijn – 1.54,3 in reeks